# آنتی کوروینن
آنتی کوروینن (فنلاندی: Antti Kurvinen؛ زادهٔ ۱۴ ژوئیهٔ ۱۹۸۶) سیاستمدار اهل فنلاند است.